# Seleção Croata de Voleibol Masculino
A seleção croata de voleibol masculino é uma equipe europeia composta pelos melhores jogadores de voleibol da Croácia. A equipe é mantida pela Associação Croata de Voleibol (em croata:  Hrvatski Odbojkaski Savez, HOS). Encontra-se na 25ª posição do ranking mundial da FIVB segundo dados de 18 de setembro de 2023.

## Resultados obtidos nos principais campeonatos

### Jogos Olímpicos
A seleção croata nunca participou dos Jogos Olímpicos.

### Campeonato Mundial
| Ano  | Sede      | Classificação |
| ---- | --------- | ------------- |
| 2002 | Argentina | 17º           |

### Copa do Mundo
A seleção croata nunca participou da Copa do Mundo.

### Copa dos Campeões
A seleção croata nunca participou da Copa dos Campeões.

### Liga das Nações
A seleção croata nunca participou da Liga das Nações.

### Challenger Cup
| Ano  | Sede  | Classificação |
| ---- | ----- | ------------- |
| 2024 | Linyi | 5º            |

### Liga Mundial
A seleção croata nunca participou da Liga Mundial.

### Campeonato Europeu
| Ano  | Sede                                            | Classificação |
| ---- | ----------------------------------------------- | ------------- |
| 2005 | Itália / Sérvia e Montenegro                    | 8º            |
| 2007 | Rússia                                          | 14º           |
| 2015 | Bulgária / Itália                               | 15º           |
| 2021 | Chéquia / Estónia / Finlândia / Polónia         | 14º           |
| 2023 | Bulgária / Israel / Itália / Macedônia do Norte | 11º           |

### Liga Europeia
| Ano  | Sede         | Classificação |
| ---- | ------------ | ------------- |
| 2004 | Opava        | 7º            |
| 2006 | Esmirna      | 2º            |
| 2009 | Portimão     | 12º           |
| 2011 | Košice       | 8º            |
| 2013 | Marmaris     | 2º            |
| 2015 | Wałbrzych    | 9º            |
| 2018 | Karlovy Vary | 13º           |
| 2019 | Tallinn      | 8º            |
| 2021 | Kortrijk     | 5º            |
| 2022 | Varaždin     | 3º            |
| 2023 | Zadar        | 3º            |
| 2024 | Osijek       | 2º            |

### Jogos Europeus
A seleção croata nunca participou dos Jogos Europeus.

### Jogos do Mediterrâneo
| Ano  | Sede      | Classificação |
| ---- | --------- | ------------- |
| 1997 | Bari      | 3º            |
| 2005 | Almeria   | 9º            |
| 2018 | Tarragona | 5º            |
| 2022 | Orã       | 1º            |

## Elenco atual
Lista de jogadores de acordo com a última convocação para os Jogos do Mediterrâneo de 2022:

Técnico:  Cédric Énard
| Camisa | Nome                  | Posição    | Altura(m) | Clube atual            |
| ------ | --------------------- | ---------- | --------- | ---------------------- |
| 1      | Petar Višić           | levantador | 1,98      | Vero Volley Monza      |
| 3      | Stipe Perić           | central    | 2,04      | Deya Volley            |
| 4      | Kruno Nikačević       | central    | 2,02      | Dukla Liberec          |
| 6      | Bernard Bakonji       | levantador | 2,00      | HAOK Mladost Zagreb    |
| 7      | Marko Sedlaček        | ponteiro   | 2,02      | Top Volley Cisterna    |
| 9      | Tino Hanžić           | ponteiro   | 1,98      | Pool Libertas Cantù    |
| 10     | Filip Šestan          | ponteiro   | 1,95      | ACH Volley Ljubljana   |
| 11     | Petar Đirlić          | oposto     | 2,05      | Top Volley Cisterna    |
| 13     | Hrvoje Pervan         | líbero     | 1,87      | Mladost Ribola Kaštela |
| 14     | Tomislav Mitrašinović | oposto     | 2,06      | Cambrai Volley         |
| 17     | Ivan Mihalj           | central    | 2,10      | A.O.P. Kifissias       |
| 19     | Ivan Zeljković        | ponteiro   | 1,96      | HAOK Mladost Zagreb    |